# Les Moutiers-en-Auge
Les Moutiers-en-Auge (Ausspracheⓘ) ist eine französische Gemeinde mit 129 Einwohnern (Stand: 1. Januar 2022) im Département Calvados in der Region Normandie. Sie gehört zum Arrondissement Caen und zum Kanton Falaise. Die Einwohner werden als Monastériens bezeichnet.

## Geografie
Les Moutiers-en-Auge liegt etwa 15 km östlich von Falaise. Umgeben wird die Gemeinde von Norrey-en-Auge im Nordwesten und Norden, Saint-Gervais-des-Sablons im Osten, Montreuil-la-Cambe im Südosten und Süden, Le Marais-la-Chapelle im Südwesten sowie Beaumais in westlicher Richtung.

## Bevölkerungsentwicklung
| Jahr                             | 1793 | 1836 | 1876 | 1926 | 1946 | 1968 | 1990 | 2016 |
| Einwohner                        | 450  | 370  | 236  | 175  | 185  | 142  | 126  | 119  |
| Quelle: Cassini, EHESS und INSEE |      |      |      |      |      |      |      |      |

## Sehenswürdigkeiten
- Kirche Saint-Martin aus dem 13. Jahrhundert, Anfang des 19. Jahrhunderts restauriert

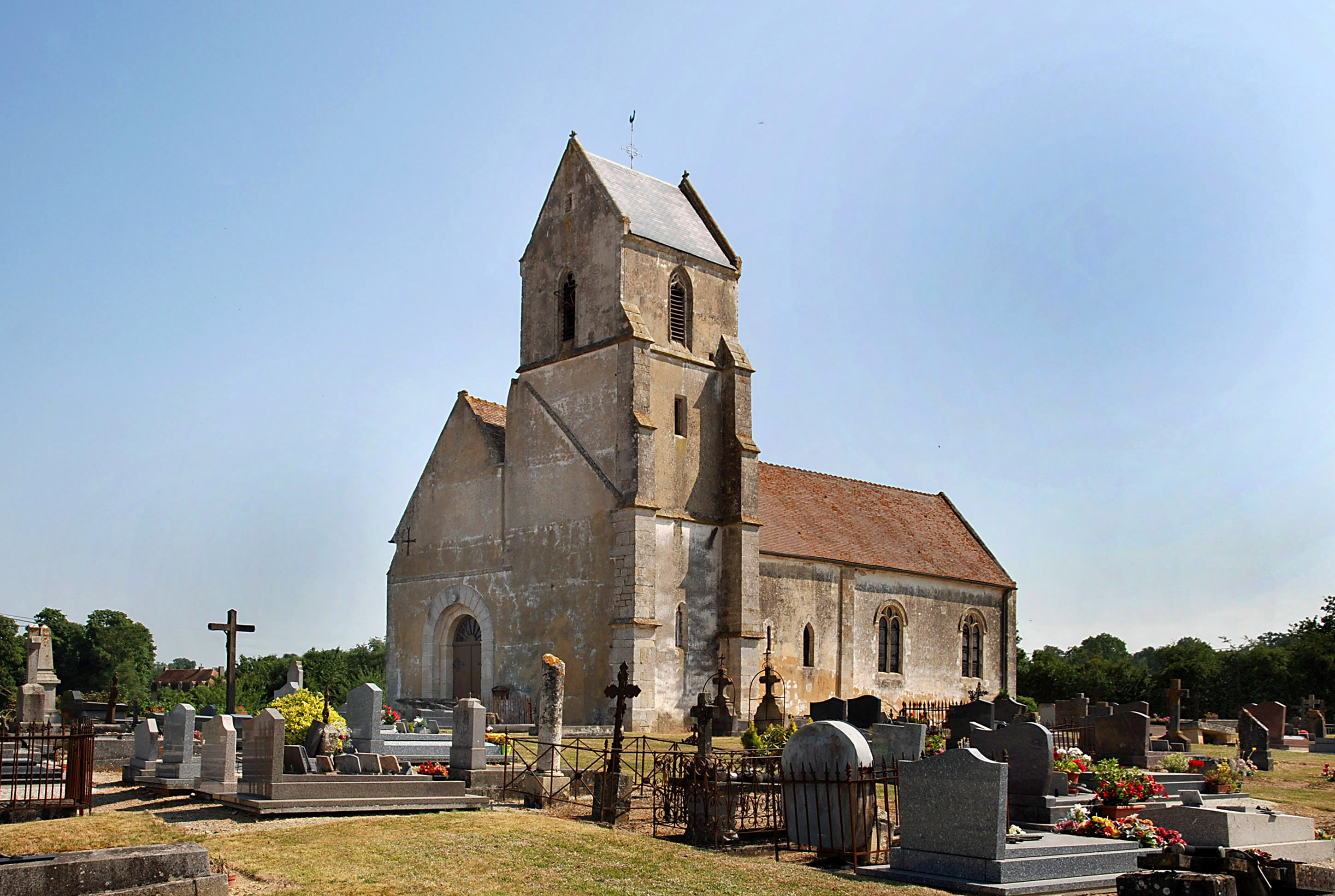
Kirche Saint-Martin